# Alina Marazzi
Alina Marazzi (Milano, 5 novembre 1964) è una regista italiana naturalizzata svizzera.
Le sue opere ruotano intorno a "personaggi femminili che non riescono ad aderire a modelli che vengono dall'esterno, dalla famiglia, dalla società".

## Biografia
Figlia di Antonio Marazzi, antropologo, e di Luisa Hoepli, detta Liseli (figlia dell'editore Ulrico Hoepli, nipote del fratello del più celebre editore-libraio omonimo, morto senza prole), dopo aver lavorato come aiuto regista per il cinema e aver collaborato con lo Studio Azzurro, per il quale ha curato riprese e montaggio della videoinstallazione Less aesthetics, more ethic, si è dedicata ai documentari su temi sociali, dirigendo fra l'altro laboratori audiovisivi a San Vittore e lavorando al progetto Fabrica. Il suo primo film-documentario, Un'ora sola ti vorrei, incentrato sulla figura della madre e sul suo suicidio a 33 anni, ha ottenuto la menzione speciale della giuria al Festival del cinema di Locarno e il premio per il miglior documentario al Torino film festival. Nel 2005 ha diretto Per sempre, film documentario su alcune comunità monastiche femminili italiane.
Nel 2007 ha diretto Vogliamo anche le rose, documentario poetico su quindici anni di lotte per l'emancipazione sociale della donna che intreccia il piano privato con la storia collettiva attraverso l'uso di filmati di repertorio e frammenti di diari.
Nel 2012 è uscito nelle sale Tutto parla di te, film lungometraggio sul tema dell'ambivalenza materna, film di finzione intrecciato con altri linguaggi artistici, danza, animazione, fotografia d'autore, filmati d'archivio, interpretato da Charlotte Rampling e Elena Radonicich, premio Tao Due Camera d'Oro come miglior regista emergente al Festival di Roma 2012.
Nel 2014 ha realizzato Confini, cortometraggio con filmati d'archivio dell'Istituto Luce sulla Grande guerra e versi poetici di Mariangela Gualtieri. L'episodio è inserito nel film collettivo 9x10 novanta.
Nel 2018 è diventata docente all'Università IULM di Milano nel master di Arti del racconto, tenendo il corso "Il racconto cinematografico: il film documentario".

## Teatro
Ha curato la drammaturgia video multicanale dell'opera lirica contemporanea Il sogno di una cosa, produzione del Teatro Grande di Brescia con i teatri di Reggio Emilia e Piccolo Teatro di Milano, con musica di Mauro Montalbetti, regia e libretto di Marco Baliani, nel quarantesimo anniversario della strage di piazza della Loggia a Brescia. Il debutto è avvenuto il 6 novembre 2014 al Piccolo Teatro Strehler.

## Filmografia
- L'America me l'immaginavo, storie di emigrazione dall'isola siciliana di Marettimo (1991)
- Il declino di Milano, un ritratto della «capitale morale» alla vigilia di Tangentopoli (1992)
- Mediterraneo, il mare industrializzato (1993)
- Il Ticino è vicino? (1995)
- Ragazzi dentro - Il mondo visto dai ragazzi reclusi nelle carceri minorili italiane (1998)
- Il sogno tradito: i bambini di strada raccontano la Romania a dieci anni dalla caduta di Ceausescu (1999)
- Un'ora sola ti vorrei (2002)
- Per sempre (2005)
- Vogliamo anche le rose (2007)
- Milano 55,1. Cronaca di una settimana di passioni (2011)
- Tutto parla di te (2012)
- Confini, episodio del film 9x10 novanta (2014)
- Anna Piaggi, una visionaria nella moda (2016)

## Riconoscimenti
- David di Donatello
  - 2008 – Candidatura al David di Donatello per il miglior documentario per il film Vogliamo anche le rose
- Nastro d'argento
  - 2008 – Candidatura al Nastro d'argento al miglior documentario per il film Vogliamo anche le rose
  - 2015 – Menzione speciale al film 9x10 novanta
- Bellaria Film Festival
  - 2006 – Premio Casa rossa al migliore documentario a Per sempre
- Festa del Cinema di Roma
  - 2012 – Premio Camera d'oro per il miglior regista emergente
- Festival dei popoli
  - 2002 – Menzione speciale al film Un'ora sola ti vorrei
- Locarno Festival
  - 2002 – Menzione speciale al film Un'ora sola ti vorrei
- Premio Lo Straniero
  - 2008 – Vincitrice
- Sulmonacinema Film Festival
  - 2005 – Miglior regia per il film Un'ora sola ti vorrei
- Torino Film Festival
  - 2003 – Premio migliore documentario italiano al film Un'ora sola ti vorrei